# Ibe Hautekiet
Ibe Tom Hautekiet (Kortrijk, 13 april 2002) is een Belgisch voetballer die onder contract ligt bij Standard Luik. Hautekiet is een verdediger.

## Clubcarrière
Hautekiet ruilde de jeugdopleiding van Zulte Waregem in 2017 voor die van Club Brugge. Op 22 augustus 2020 maakte hij tegen RWDM zijn profdebuut voor Club NXT, het beloftenelftal van Club Brugge dat in het seizoen 2020/21 debuteerde in Eerste klasse B. Hautekiet speelde dat seizoen 27 van de 28 competitiewedstrijden, enkel op de zestiende speeldag ontbrak hij tegen Lierse Kempenzonen. Ook in het seizoen 2021/22 bleef hij een vaste waarde bij de Brugse beloften, die na een seizoen in Eerste klasse B weer gewoon in de beloftencompetitie aantraden. In de UEFA Youth League scoorde hij in de groepswedstrijden tegen Paris Saint-Germain en RB Leipzig.
Halfweg het seizoen 2022/23, toen Club NXT opnieuw aantrad in Eerste klasse B, ondertekende hij een contract van viereneenhalf jaar bij Standard Luik. Op 4 februari 2023 speelde hij met SL16 FC, het beloftenelftal van de club in Eerste klasse B, al een volledige wedstrijd mee tegen RWDM. Twee weken later maakte Hautekiet ook zijn officiële debuut in het eerste elftal van de club: in de 2-4-competitiezege tegen Union Sint-Gillis liet trainer Ronny Deila hem in de blessuretijd invallen. Op de slotspeeldag, waarop Standard met 3-2 de boot in ging bij OH Leuven, mocht hij tien minuten voor tijd invallen voor Konstantinos Laifis. In de Europe play-offs kreeg hij op de laatste vier speeldagen zijn kans, nadat hij in de eerste wedstrijd al in de blessuretijd was ingevallen tegen Cercle Brugge. Daarnaast speelde Hautekiet in de degradatie-playoffs in Eerste klasse B nog drie keer mee met SL16 FC.

## Clubstatistieken
| Seizoen         | Club            | Land            | Competitie      | Competitie | Competitie | Beker | Beker | Supercup | Supercup | Europees | Europees | Totaal | Totaal |
| Seizoen         | Club            | Land            | Competitie      | Wed.       | Dlp.       | Wed.  | Dlp.  | Wed.     | Dlp.     | Wed.     | Dlp.     | Wed.   | Dlp.   |
| --------------- | --------------- | --------------- | --------------- | ---------- | ---------- | ----- | ----- | -------- | -------- | -------- | -------- | ------ | ------ |
| 2020/21         | Club NXT        | Vlag van België | Eerste klasse B | 27         | 0          | —     | —     | —        | —        | —        | —        | 27     | 0      |
| 2022/23         | Club NXT        | Vlag van België | Eerste klasse B | 11         | 2          | —     | —     | —        | —        | —        | —        | 11     | 2      |
| 2022/23         | SL 16 FC        | Vlag van België | Eerste klasse B | 4          | 0          | —     | —     | —        | —        | —        | —        | 4      | 0      |
| 2022/23         | Standard Luik   | Vlag van België | Eerste klasse A | 7          | 0          | 0     | 0     | —        | —        | —        | —        | 7      | 0      |
| 2023/24         | SL 16 FC        | Vlag van België | Eerste klasse B | 7          | 0          | —     | —     | —        | —        | —        | —        | 7      | 0      |
| 2023/24         | Standard Luik   | Vlag van België | Eerste klasse A | 3          | 0          | 0     | 0     | —        | —        | —        | —        | 3      | 0      |
| 2024/25         | Standard Luik   | Vlag van België | Eerste klasse A | 18         | 0          | 1     | 0     | —        | —        | —        | —        | 19     | 0      |
| Carrière totaal | Carrière totaal | Carrière totaal | Carrière totaal | 77         | 2          | 1     | 0     | 0        | 0        | 0        | 0        | 78     | 2      |

Bijgewerkt op 12 januari 2025.

## Interlandcarrière
Hautekiet nam in 2019 met België –17 deel aan het EK –17 in Ierland. In de eerste groepswedstrijd tegen Tsjechië kreeg hij van bondscoach Bob Browaeys een basisplaats. Hautekiet bracht de Tsjechen in de 53e minuut op voorsprong met een owngoal, maar Thibo Baeten redde in de blessuretijd nog een punt voor de Belgen. Hautekiet kwam nadien niet meer aan spelen toe op het toernooi.
3 Ngoy ·
4 Šutalo ·
5 Bolingoli ·
6 Sotiris ·
7 Bulat ·
8 Price ·
9 Zeqiri ·
10 Đukanović ·
11 Ayensa ·
13 Fossey ·
14 Kuavita ·
15 Doumbia ·
17 Camara ·
19 Badamosi ·
20 Karamoko ·
24 O'Neill ·
25 Hautekiet ·
29 Dierckx ·
30 Henkinet ·
40 Epolo ·
41 Szalai ·
44 Bates ·
45 Godfroid ·
51 Noubi ·
53 Calut ·
77 Hountondji ·
88 Lawrence ·
99 Poitoux ·
Coach: Leko